# Marc Ferrez

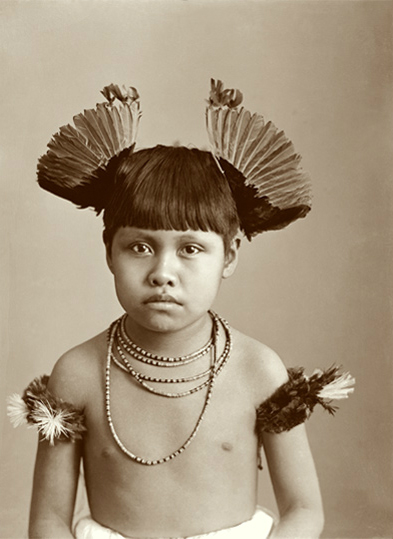
Niño indio del Matto Groso. Circa 1874. Copia a la albúmina.

Marc Ferrez (1843-1923) fue un fotógrafo brasileño nacido en Río de Janeiro, Brasil. Produjo gran variedad de fotografías de paisajes en Brasil, y es señalado como uno de los pioneros de la fotografía brasileña. Su obra, cuya calidad obtuvo considerable reconocimiento por parte de sus contemporáneos, se presenta todavía hoy como uno de los principales documentos visuales de Brasil, sobre todo de la ciudad de Río de Janeiro de la segunda mitad del siglo XIX.
Acostumbrado a vivir en el círculo más ilustrado de la corte, Ferrez queda huérfano muy pronto. En 1851 se traslada a París, donde vive junto con el escultor y grabador Alphée Dubois. De vuelta a Brasil en 1860, Ferrez trabaja en la Casa Leuzinger, establecimiento dirigido por el fotógrafo George Leuzinger.
En 1865 Marc Ferrez inaugura su propio estudio fotográfico, ofreciendo servicios de fotógrafo y fotos de vistas de Río de Janeiro. Hasta 1873, cuando un incendio destruye completamente la Marc Ferrez & Cia., el artista realiza, por encargo o de forma espontánea, retratos y paisajes, fotografías de festejos públicos relacionados sobre todo con la familia real, eventos civiles y militares, destacando vistas del mar y fotos de navíos de la Marina, por las que obtuvo el título de Fotógrafo de la Marina Imperial, otorgado por el emperador Pedro II (1825 - 1891). 
En 1875 es invitado a participar como fotógrafo en la Comisión Geológica del Imperio, dirigida por Charles Frederick Hartt. Junto con la expedición viaja al Noreste, haciendo fotos de vistas de las provincias visitadas (recorre los actuales Estados de Bahía, Pernambuco, Alagoas y parte de la región amazónica) y retratos etnográficos de los aborígenes.
Entre 1865 y 1914 registró la naciente industrialización brasilera, el cambio de sus ciudades y el desarrollo económico, en un trabajo desarrollado en estrecha colaboración con el emperador Pedro II.